# ئی‌اس‌ای کورپوریشن
ئی‌اس‌ای کورپوریشن (انگلیسی: ESA Corporation) شرکت بازی ویدئویی کره‌ای است، که در سال ۱۹۹۴ تأسیس شد.